# Hlîboke, Hlobîne
Hlîboke (în ucraineană Глибоке) este un sat în comuna Zamojne din raionul Hlobîne, regiunea Poltava, Ucraina.

## Demografie
Componența lingvistică a localității Hlîboke
     Ucraineană (94,32%)
     Rusă (5,68%)
Conform recensământului din 2001, majoritatea populației localității Hlîboke era vorbitoare de ucraineană (94,32%), existând în minoritate și vorbitori de rusă (5,68%).